# کوئینونریا
کوئینونریا (به اسپانیایی: Quiñonería) یکی از دهستان های اسپانیا است که در استان سریا واقع شده‌است.

## خصوصیات
کوئینونریا ۳۸ کیلومترمربع مساحت و ۱۴ نفر جمعیت دارد.